# Drymaplaneta semivitta
Espèce
Synonymes
- Periplaneta semivitta Walker, 1868[1]

Drymaplaneta semivitta est une espèce de blattes originaire d'Australie et introduite en Nouvelle-Zélande. En Nouvelle-Zélande, elle est connue sous le nom de « Gisborne cockroach » (cafard de Gisborne), du nom de la ville de Gisborne où elle a été découverte pour la première fois dans ce pays.

## Systématique
L'espèce Drymaplaneta semivitta a été décrite pour la première fois en 1868 par l'entomologiste britannique Francis Walker (1809–1874) sous le protonyme Periplaneta semivitta,.

## Caractéristiques
Drymaplaneta semivitta est l'une des plus grandes blattes, avec environ 20 à 45 mm de long, et 12 à 15 mm de large. Elle est d'un brun foncé brillant, avec des rayures translucides beiges ou blanches caractéristiques de chaque côté de la tête,,. Contrairement à beaucoup d'autres blattes, elle n'a pas d'ailes résiduelles,,.
Chez les mâles, les troisième et quatrième palpes maxillaires sont élargis et les tibias postérieurs sont aplatis et élargis,.

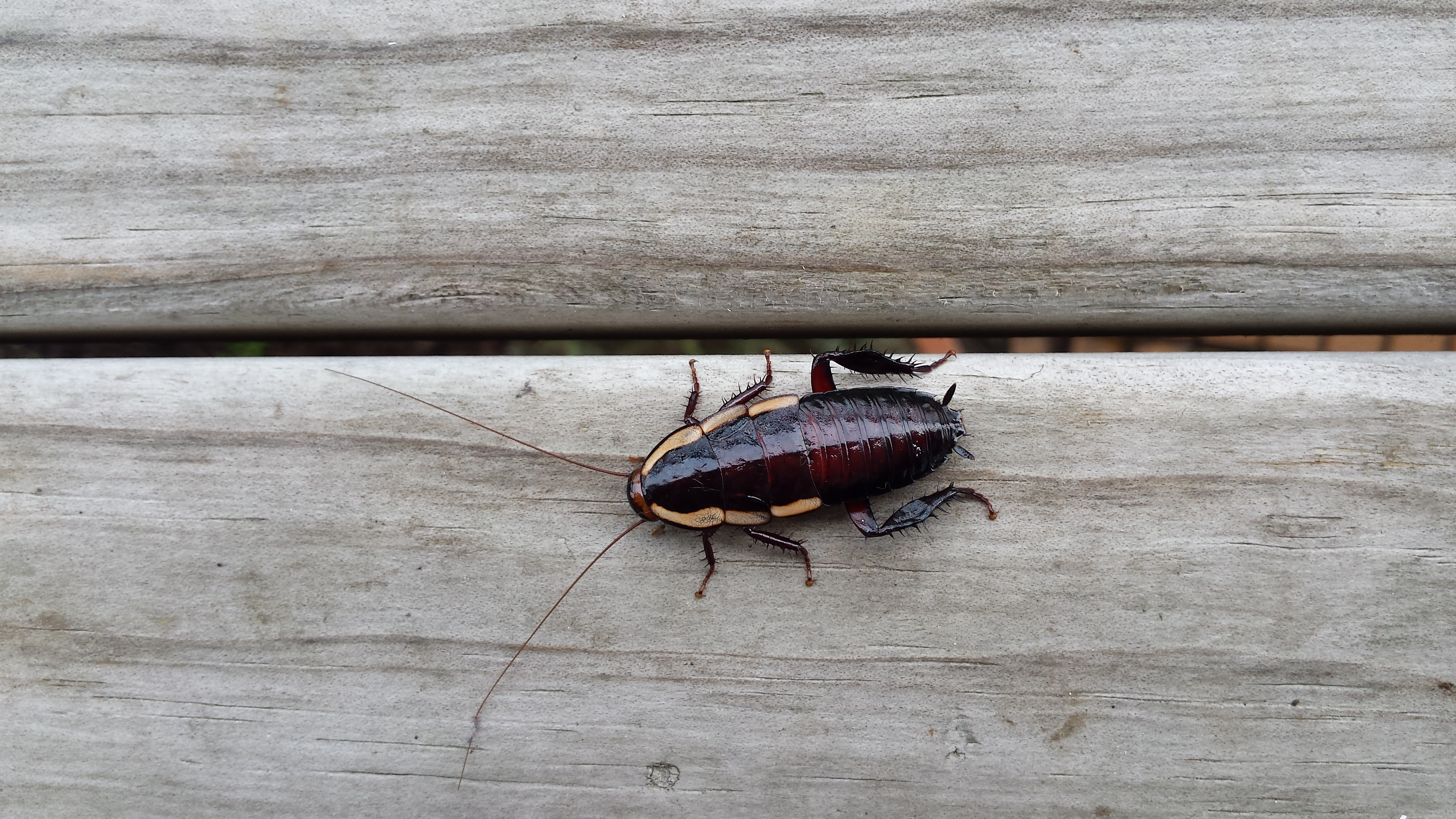
Un spécimen à Auckland.
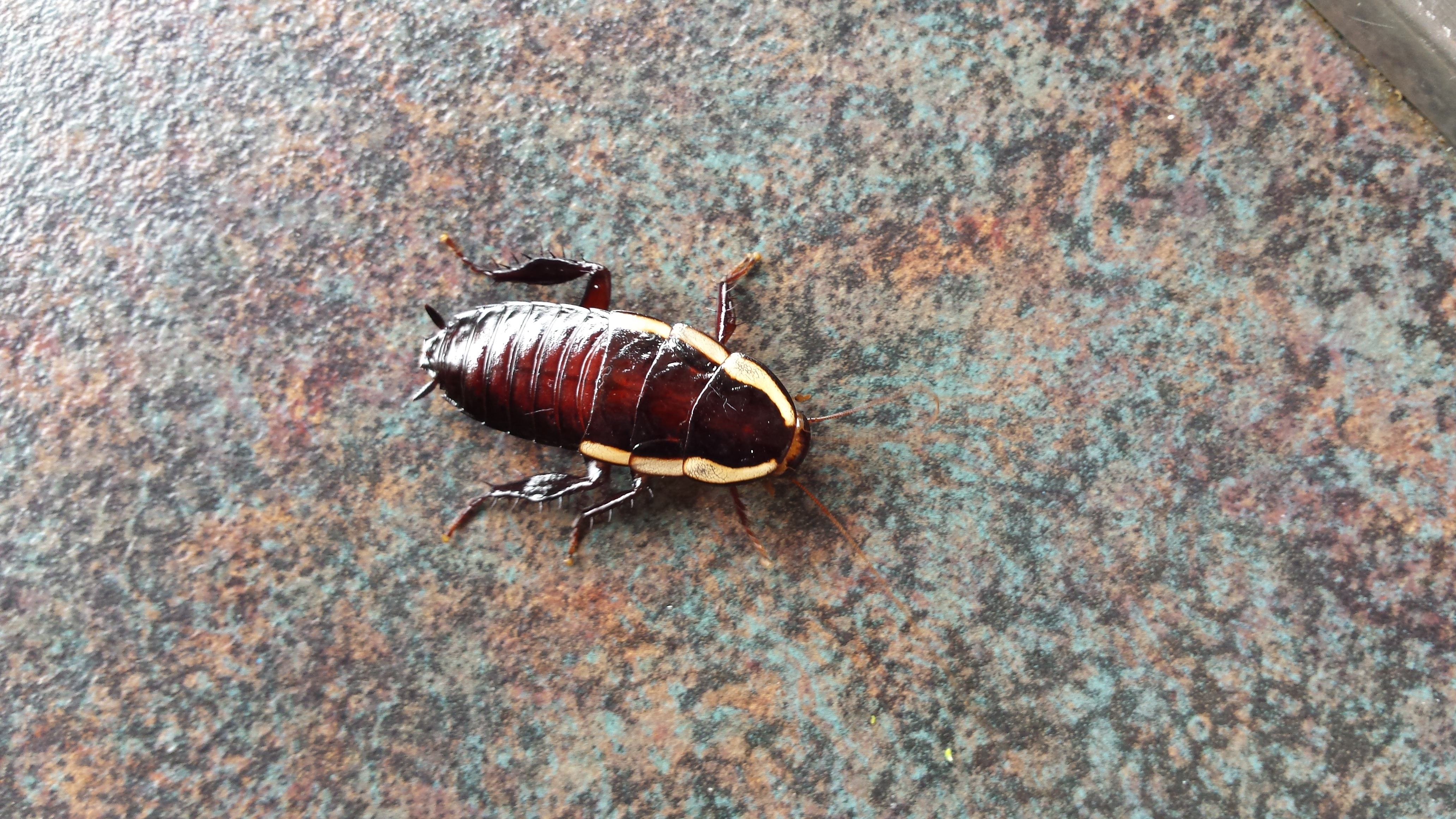
Autre vue du même spécimen.

## Habitat et alimentation
Drymaplaneta semivitta se rencontre souvent dans des matériaux en bois comme des troncs ou des copeaux d'écorce,,. Elle se nourrit de matières organiques mais n'infeste normalement pas les aliments. Par temps froid, on peut la trouver dans les cavités des toits et les espaces vides entre les murs. Elle est généralement considérée comme inoffensive.

## Biologie
De l'aldéhyde 2-Hexenal (de) est présent dans les sécrétions défensives de Drymaplaneta semivitta, comme chez d'autres espèces du genre Drymaplaneta.

## Distribution
En Australie, Drymaplaneta semivitta est présente le plus souvent à Melbourne et à Sydney, et en Nouvelle-Zélande dans toute l'île du Nord, ainsi qu'à Nelson et Blenheim, bien qu'elle ait été trouvée aussi loin au sud que Timaru.

## Publication originale
- (en) Francis Walker, Catalogue of the specimens of Blattariæ in the collection of the British Museum, Londres, 1868, 260 p. (OCLC 3450910, LCCN 06032211, DOI 10.5962/BHL.TITLE.8495, lire en ligne).